# 黃韻文
黃韻文（英語：Huang Yun-Wen，1994年11月4日—），是台灣跆拳道選手。

## 生平
黃韻文，台中市大里區人，就讀台灣體大。先前本來在亞運的國手選拔複賽並沒選上，後因入選的李幸樺受傷退出比賽，教練團才決定讓她遞補進入國家隊，結果一舉於2014年亞洲運動會跆拳道比賽獲得女子53公斤金牌，擊敗韓國允貞瑛。